# Quintanar del Rey (kommun)
Quintanar del Rey är en kommun i Spanien.   Den ligger i provinsen Provincia de Cuenca och regionen Kastilien-La Mancha, i den centrala delen av landet, 190 km sydost om huvudstaden Madrid. Antalet invånare är 7 899.